# جنيفر مونتويا
جنيفر مونتويا (بالإسبانية: Jennifer Montoya)‏ هي مذيعة أخبار وعالمة سياسة وصحفية كولومبية، ولدت في 31 يناير 1985 في بيريرا في كولومبيا.

## وصلات خارجية
- الموقع الرسمي